# ヤレータ

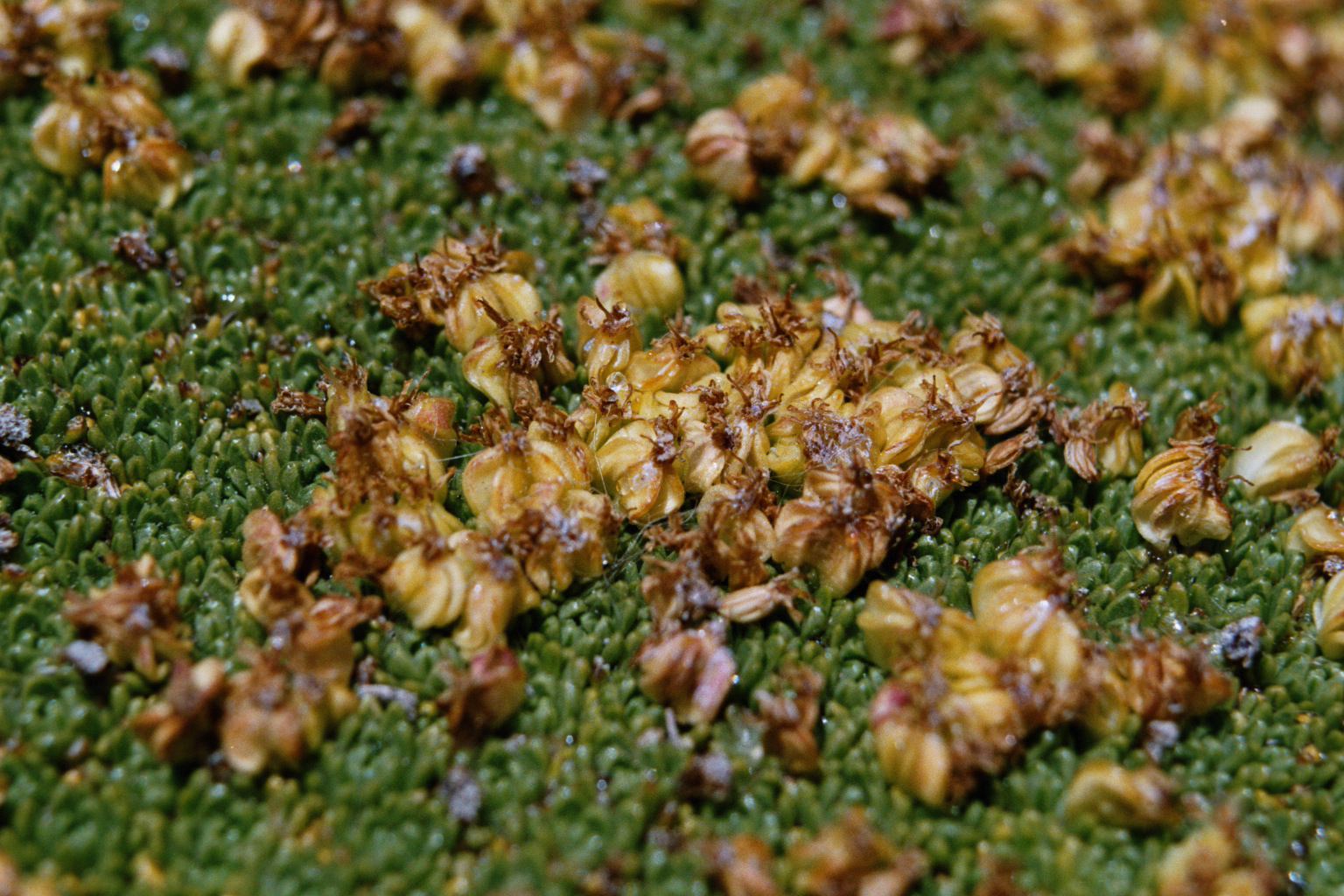
拡大図

ヤレータ(Yareta、スペイン語:Llareta)は、セリ科の小さな顕花植物である。南アメリカ大陸のペルー、ボリビア、チリ北部、アルゼンチン西部にまたがるアンデス山脈のプーナ草原で標高3,200mから4,500mに自生する。
ヤレータは常緑の多年生植物で、年中葉を付けている。ピンクかラベンダー色の花は雌雄同体で昆虫によって自花受粉する。
砂質で水捌けの良い土壌を好む。栄養の少ない環境でも育ち、また土壌が酸性でもアルカリ性でも関係なく育つ。高地特有の強い日射量が必要で、日陰では育たない。熱を逃がさないために非常に小型のクッション状の植物体を形成し（クッション植物）、気温よりも1℃から2℃高い地面近くで育つ。
成長速度は、1年に約1.5cmと推定されている(Kleier and Rundel 2004)。多くの個体は3,000歳を超えている。